# لوئیس میگوئل رودریگز (بازیکن فوتبال)
لوئیس میگوئل رودریگز (انگلیسی: Luis Miguel Rodríguez؛ زادهٔ ۱ ژانویهٔ ۱۹۸۵) بازیکن فوتبال اهل آرژانتین است.
از باشگاه‌هایی که در آن بازی کرده‌است می‌توان به باشگاه فوتبال نیولز اولد بویز اشاره کرد.
وی همچنین در تیم ملی فوتبال آرژانتین بازی کرده‌است.